# Bult (Vosges)
Bult ist eine französische Gemeinde im Département Vosges in der Region Grand Est (bis 2015 Lothringen). Sie gehört zum Arrondissement Épinal und zum Kanton Charmes.

## Geografie
Bult liegt am Padozel, etwa fünf Kilometer südwestlich von Rambervillers.

## Bevölkerungsentwicklung
| Jahr      | 1962 | 1968 | 1975 | 1982 | 1990 | 1999 | 2008 | 2020 |
| Einwohner | 261  | 227  | 204  | 345  | 203  | 240  | 301  | 310  |

## Sehenswürdigkeiten
- Kirche Nativité-de-Notre-Dame (Mariä Geburt) von 1832

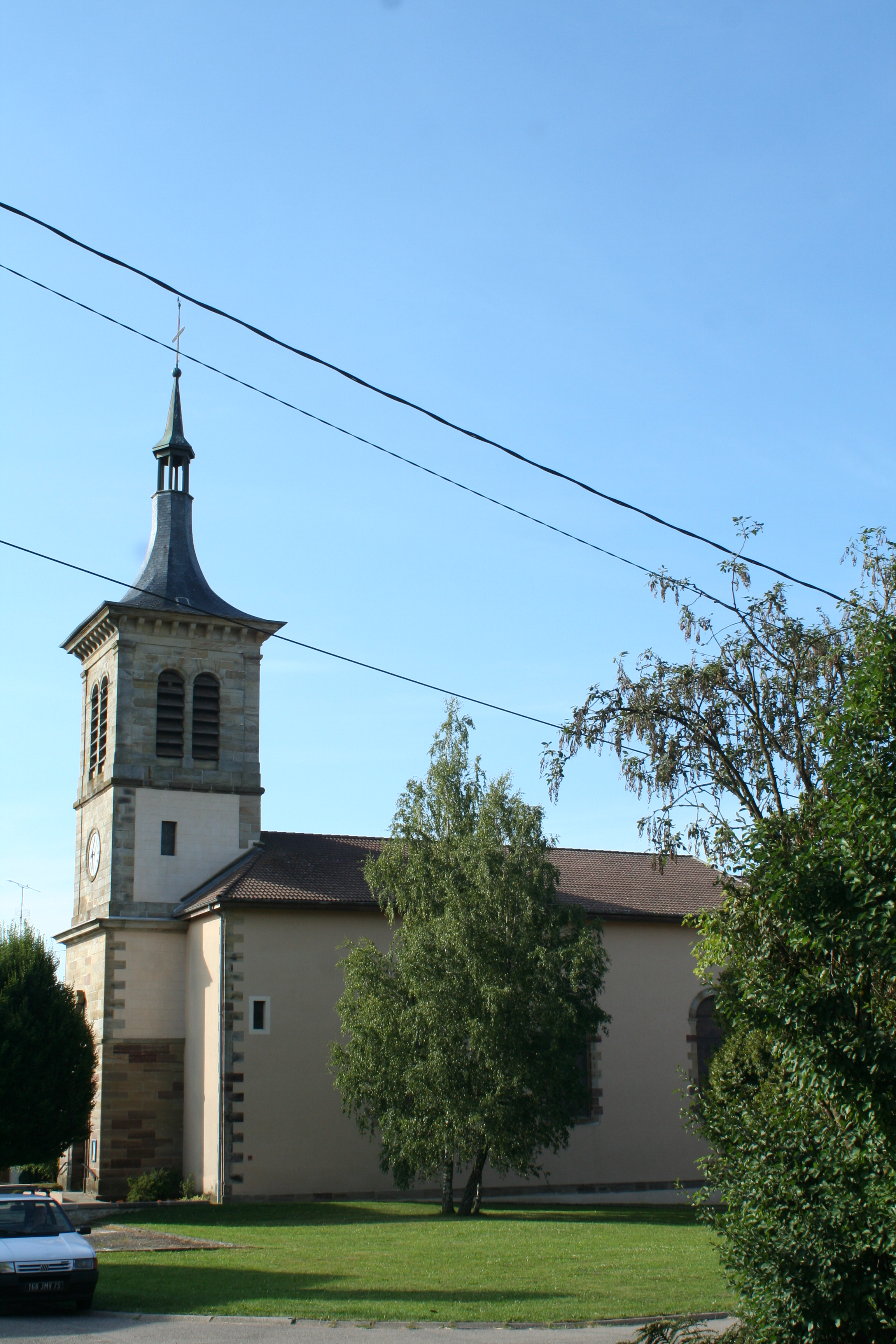
Kirche Mariä Geburt
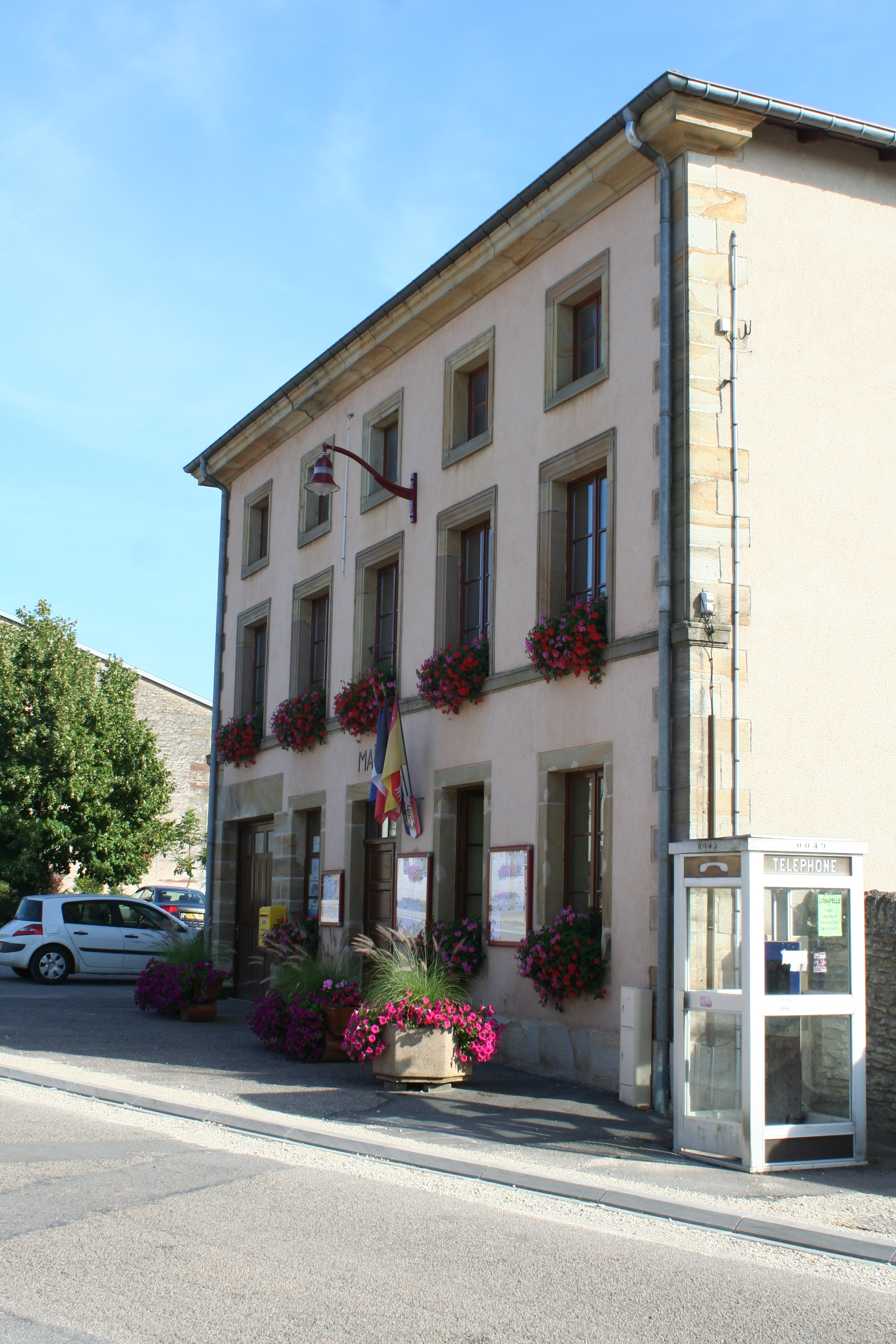
Rathaus Bult